# ساسکیا کلارک
ساسکیا کلارک (انگلیسی: Saskia Clark، زاده ۲۳ آگوست ۱۹۷۹) قایقران قایق بادبانی اهل بریتانیا است.
از افتخارات وی میتوان به کسب مدال طلا در بازی‌های المپیک تابستانی ۲۰۱۶ و مدال نقره در بازی‌های المپیک تابستانی ۲۰۱۲ در ماده ۴۷۰ زنان اشاره کرد.